# Psi Capricorni
Désignations
Psi Capricorni (ψ Capricorni / ψ Cap) est une étoile de la constellation du Capricorne. Sa magnitude apparente est de 4,13. D'après la mesure de sa parallaxe annuelle par le satellite Hipparcos, elle est située à environ ∼ 48 a.l. (∼ 14,7 pc) de la Terre. Elle s'éloigne du Système solaire à une vitesse radiale de +26 km/s.
Psi Capricorni est une étoile jaune-blanc de la séquence principale de type spectral F5 V. Sa masse est 37 % supérieure à celle du Soleil et elle est âgée d'environ 1,2 milliard d'années. Sa taille est de 50 % supérieure à celle du Soleil et sa luminosité est 3,7 fois supérieure.